# Tabidia truncatalis
Tabidia truncatalis là một loài bướm đêm trong họ Crambidae.